# Континуирана медицинска едукација
Континуирана медицинска едукација (КМЕ) је право и обавеза сваког здравственог радника да се непрекидно стручно усавршава и један од услова за обнову лиценце. Потреба за КМЕ је настала као последица сталних новина у медицини као науци, као и увођења нових технологија у терапији, дијагностици и здравственој нези. Она је неопходна (обавезна) за све здравствене раднике, јер обезбеђује праћење и реформу образовног и здравственог система према препорукама СЗО.

## Појам КМЕ
Континуирана медицинска едукација (КМЕ) као појам у Србији је прихваћен из енглеског језика као дословни превод оригинала (енгл. Continuing Medical Education (CME)). Као и у многим другим случајевима неселективног усвајања страних речи и израза, овај појам је опште прихваћен у стручним (медицинским) круговима у Србији. Томе је свакако допринело и оснивање, под тим називом, центара за континуирану медицинску едукацију при медицинским факултетима и здравственим центрима широм Србији.

### Дефиниције
Ошта дефиниција КМЕ
КМЕ је скуп образовних активности које служе да се одржи, развије или повећа знање, вештине и професионална достигнућа и односи које лекар и остало здравствено особље користи да пружи услуге пацијентима, јавности или професији. КМЕ представља скуп знања и вештина опште признатих и прихваћених од стране стручне јавности у оквиру основних медицинских наука, клиничке медицине и пружања здравствене неге.
Дефиниција КМЕ према Закону о здравственој заштити Републике Србије (члан 187)
Континуирана медицинска едукација подразумева: учешће (здравствених радника) на стручним и научним скуповима и учешће на семинарима, курсевима и другим програмима континуиране едукације.

## Историја
Континуирана медицинска едукација није нови концепт. У суштини од почетка институционализоване организоване медицинске наставе (на медицинским факултетима и у болницама), здравствени радници су наставили учење и по завршетку школовања сусрећући се са својим вршњацима. Бројне посете, расправе о случајевима и састанци на којима се разговарало о објављеним медицинским радовима представљали су преношење искустава и учење.
Од 1950-тих до 1980-тих, континуирану медицинску едукацију све више је финансирала фармацеутска индустрија. Забринутост у погледу информационе пристраности (намерне и ненамерне) довела је до повећаног надзора над изворима финансирања континуиране медицинске едукације, и оснивања То је агенција за потврђивање начина и квалитета континуиране медицинске едукације. Тако су на глобалном нивоу у Сједињеним Америчким Државама, Канади, Великој Британије и широм Европе оснивана Друштво за академску континуирану медицинску едукацију, као кровне организације у оквиру медицинских удружења, лекарских комора и других и медицинских организација. У тим друштвима развијане су и смернице у вези са евентуалном промоцијом лекова и начина организовања континуиране медицинске едукације од стране фармацеутске индустрије, као што су Савет за фармацеутско оглашавање и Канадска фармацеутска предузећа заснована на истраживању.
Србија
У Србији је дугогодишња пракса редовног одржавања стучних састанака лекара и медицинскох техичара, крајем 2009. године и током 2010. године преточена у форму континуиране медицинске едукације која од тада подлеже обавезној акредитацији код Здравственог савета Србије.
Као обавезан вид образовања и потреба едукација за све медицинске раднике, континуирана медицинска едукација дефинисана је посебним правилником у оквиру Лекарске и Стоматолошке коморе, Коморе фармацеута и Коморе медициских техничара с каја 2008. године.

## Значај КМЕ
За разлику од система стручног усавршавања, који се практично завршавао стручном специјализацијом и/или ужом специјализацијом, континуирана медицинска едукација (КМЕ) је уведена у многим земљама света, а од 2008. и у Србији као обавеза и потреба за све медицинске раднике.
Кроз систем КМЕ обезбеђује се да најновија знања и најсавременије технике лечења буду пренесене кроз допунски и стални облик интерног (усавршавања унутар матичне установе) или екстерног (усавршавања у другим установама или на стручним скуповима итд.) лекарима и медицинским техничарима, и има за циљ да подигне ниво стручног знања и унапреди квалитет здравственог збрињавања у свим облицима здравствене заштите и свакодневној пракси.
Најраспрострањенији начин преношења знања је преко различитих семинара, стручних скупова и курсева, чији полазници, у зависности од нивоа и обима презентираних знања као и постојања провере стечених знања, добијају одређени број поена (бодова) који се евидентирају и сабирају са претходно стеченим. Сваки здравствени радник има обавезу да у одређеном временском периоду сакупи одговарајући број поена (бодова) како би могао да обнови лиценцу и настави са обављањем своје праксе.
Лиценцирање, односно издавање, обнављање и одузимање одобрења за самостални рад је у Закону о коморама здравствених радника у многим земаљама дефинисао КМЕ (између осталог) и као једну од обавеза свих здравстених радника за обнављање лиценце.

## Спречавање могућих злоупотребе у КМЕ
Највећи број лекара је свестан неопходности сталног усавршавања. Мањи број се ослањао на „искуство” што се погрдно, али тачно назива „практицизмом”. Законски обавезна „Континуирана медицинска едукација” (КМЕ) је уведена да се и та група присили да се стално усавршава. Законом донети прописи из области КМЕ савршено добро су регулисана. Слично подели власти на законодавну, судску и извршну, спровођење КМЕ има три одвојена и независна сегмента, а да би се избегле могуће злоупотребе, нико се несме мешати у делокруг оног другог. Та три сегмента су:
Едукација
Едукацију могу вршити, лекарска друштва, факултети, професионална лекарска удружења и др. који су као такви регистровани код надлежних државних органа. Они су подносили програме едукације са доказима да су предавачи најмање у рангу слушалаца, и да су програми савремени, тако да се за свако предавање мора  приложити професионална биографија предавача и сиже предавања са најмање пет „свежих” референци.
Акредитација
Акредитацију обавља Здравственом савет  чија је комисија процењује да ли понуђени програми КМЕ задовољавају поменуте критеријуме и ако их прихвати да им према дефинисаним критеријумима додели одређени број бодова и да одлуку о томе, под шифром, огласи на своме сајту, која се уноси у „сертификат” који се издаје учесницима едукације.
Лиценцирање
Лиценцирање је дато у искључиву надлежност Лекарској комори (ЛК) која је на основу броја скупљених бодова (чији је минимални број прописан за сваку годину) лекарима продужавала лиценцу за рад. Ако не би прикупио бар минимални број бодова, лекар је морао да о свом трошку полаже испит пред комисијом ЛК.

### Ослобођена комерцијалне подршке
Бројни аналитичари из ове области, сматрају да медицинска струка у процесу медицинске едукације мора бити ослобођена комерцијалне подршке бројних фармацеутских кућа и произвођача медицинске опрем. Наиме фармацеутски произвођачи давањем високих награда лекарима-предавачима усмеравају организаторе КМЕ да ангажују, консултанте или предаваче, по њиховом избору, што иде на уштрб образовања.
Упркос захтевима многих лекарских комора у свету да се програмски садржаји КМЕ морају ослободити комерцијалних интереса, бројни организатори КМЕ и даље намећу одређене теме како би привукли комерцијалне спонзоре, који би доделили средства за програме наставе која подржава њихову маркетиншку стратегију. Тако КМЕ, ослањена на финансирање индустрије превише настоји да промовише уски круг производа и њиме занемарује ширу област образовања и алтернативне стратегије као што су комуникација и превенција.